# Joeri Averbach
Joeri Lvovitsj Averbach (Russisch: Юрий Львович Авербах) (Kaloega, 8 februari 1922 – Moskou, 7 mei 2022) was een Russisch schaker. In 1943 was hij schaakmeester en in 1952 werd hij grootmeester FIDE.
Hij was driemaal kampioen van Moskou en eveneens drie keer kampioen van de Sovjet-Unie. Averbach heeft zich overwegend verdiept in de schaakopening Konings-Indisch met als belangrijke variant het Averbach-systeem: 1.d4 Pf6 2.c4 g6 3.Pc3 Lg7 4.e4 d6 5.Le2 0-0 6.Lg5 (diagram 1)
In 1958 spelen Averbach en Bobby Fischer tegen elkaar tijdens het interzone-toernooi in Bad Portorož.
De partij, die geopend werd met de Eco-code E 73 (Konings-Indisch), verliep als volgt:

1.d4 Pf6 2.c4 g6 3.Pc3 Lg7 4.e4 d6 5.Le2 0-0 6.Lg5 h6 7.Le3 c5 8.d5 e6 9.h3 exd5 10.exd5 Te8 11.Pf3 Lf5 12.g4 Le4 13.Tg1 Pbd7 14.Pd2 a6 15.h4 b5 16.g5 b4 17.gxf6 bxc3 18.Pxe4 Txe4 19.fxg7 Dxh4 20.Kf1 cxb2 21.Tb1 (diagram 2).
In het heetst van de strijd besloten beide spelers tot een remise.
In 2022 was hij de eerste grootmeester die de leeftijd van 100 jaar bereikte. In datzelfde jaar overleed hij op 7 mei.